# Osprey Publishing
Osprey Publishing es una editorial británica especializada en historia militar con sede en Oxford, Inglaterra. Una editorial predominantemente ilustrada, muchos de sus libros contienen ilustraciones, mapas y fotografías a todo color, y la compañía produce más de una docena de series en curso, cada una de las cuales se centra en un aspecto específico de la historia de la guerra. Sus publicaciones incluyen la serie Men-at-Arms, con más de 500 títulos, y cada libro está dedicado a un ejército o unidad militar histórica específica. Osprey es una editorial de Bloomsbury Publishing.

## Historia
En la década de 1960, Brooke Bond Tea Company comenzó a incluir una serie de tarjetas de aviones militares con paquetes de su té. Las tarjetas se hicieron populares y el artista Dick Ward propuso la idea de publicar libros ilustrados sobre aviones militares. La idea fue aprobada y en  se formó una pequeña empresa subsidiaria llamada Osprey. El primer libro de la compañía, North American P-51D Mustang in USAAF-USAF Service, se publicó en 1969. Poco después, Ward propuso probar la misma idea con unidades militares famosas, y en 1971 apareció el primer título de Hombres de armas . A finales de la década de 1970, la empresa fue adquirida por George Philip Ltd. En 1988, Reed International adquirió Philip; se vendió a la firma de capital privado Botts & Company.
Durante estos años, la firma fue creciendo de manera constante, sumando nuevos títulos y nuevas series a su catálogo. Aunque han producido libros de todo tipo, el foco principal sigue siendo la historia militar, particularmente la historia militar de Gran Bretaña. Osprey Publishing ahora publica un promedio de 10 a 12 libros al mes.
Shire Books se adquirió en 2007 y el sello de ciencia ficción, fantasía y terror Angry Robot se compró a HarperCollins en 2010. La casa de reimpresión Old House fue adquirida en 2011. Para continuar con la expansión, Botts vendió una participación mayoritaria en Osprey a Alcuin Capital Partners en 2011. En 2012, Osprey adquirió Duncan Baird (más tarde rebautizado como Nourish) y su sello Watkins. En 2013, Osprey adquirió British Wildlife Publishing.
En 2014, Alcuin vendió Osprey y sus impresiones. Angry Robot, Nourish y Watkins fueron a Etan Ilfeld, mientras que Osprey, Shire, Old House y British Wildlife fueron a Bloomsbury Publishing.

## Serie

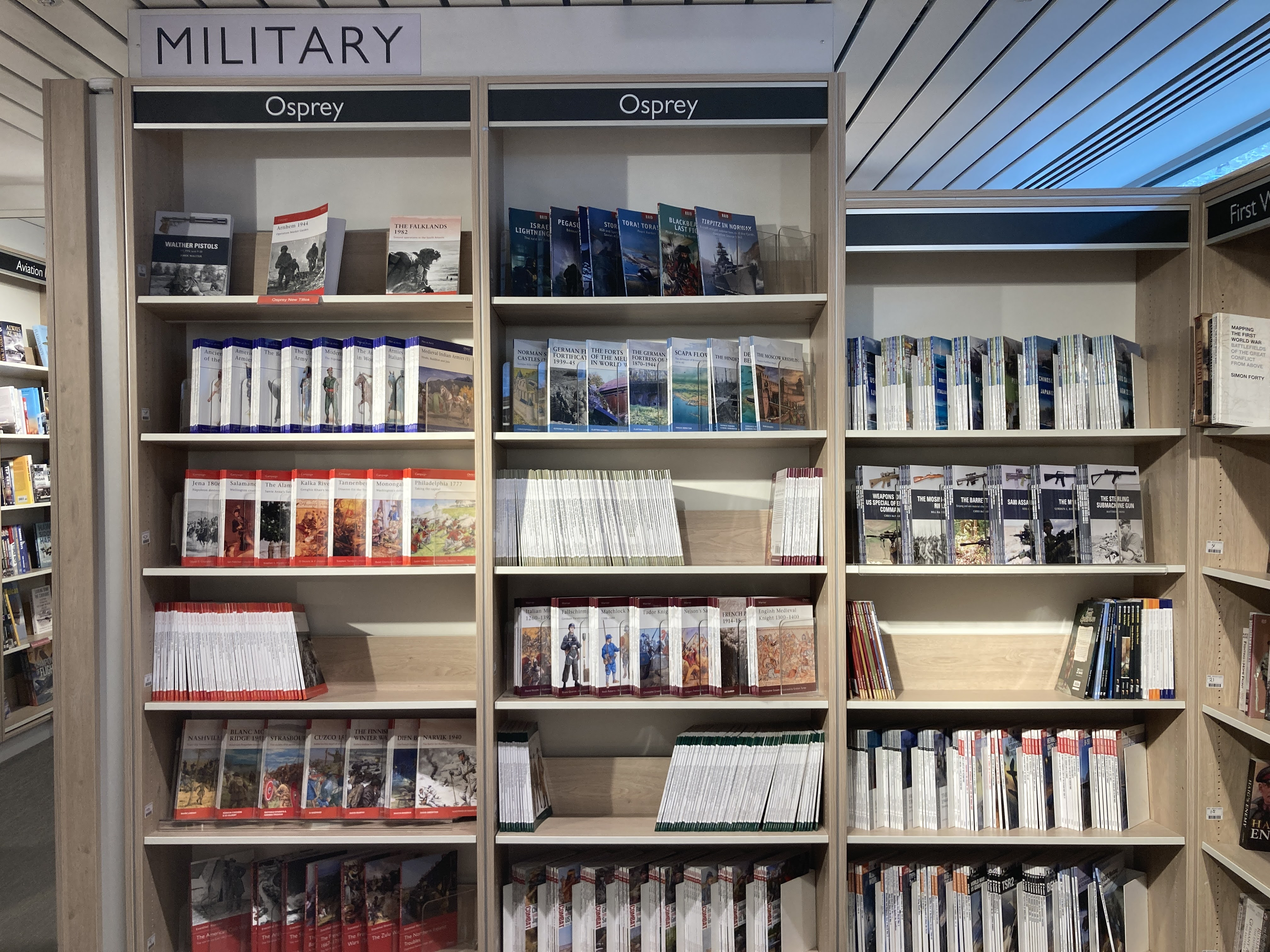
Una variedad de libros publicados por Osprey en una librería. Cada serie tiene un lomo de diferente color y existen algunas diferencias entre series en el diseño de las portadas.

- Air Vanguard: serie de aviación técnica cuyos libros brindan una historia concisa del diseño y el historial operativo de una aeronave.
- Aircraft of the Aces: una serie que se centra en pilotos de combate que se convirtieron en ases con relatos de primera mano, perfiles de aviones, listados de unidades y planos a escala.[10]
- Unidades de élite de aviación: proporciona una historia de combate completa de una unidad de caza o bombardero que obtuvo una distinción particular en acción con relatos de primera mano, historias de los miembros de cada unidad y dibujos e ilustraciones de perfiles de aviones especialmente encargados.[11]
- Órdenes de batalla: detalla la organización de unidades militares famosas.
- Campaña: batallas o campañas individuales en la historia militar.
- Combate: lanzada en septiembre de 2013, esta serie detalla las diferencias entre soldados de ejércitos opuestos en el campo.
- Aviones de combate: se concentra en los aviones en la historia de la aviación, la tecnología detrás de ellos y los hombres que los pilotearon.[12]
- Comando: detalla las vidas de importantes generales y almirantes.
- Dark Osprey: una serie de comedia que detalla temas paranormales como zombis nazis e invasiones extraterrestres.
- Duelo: comparación de oponentes contemporáneos, como fragatas francesas y británicas en la era de la vela o tanques alemanes y soviéticos en el frente oriental .
- Elite: detalla unidades o tácticas individuales.
- Historias esenciales: cada libro estudia los orígenes, la política, los combates y las repercusiones de una guerra o teatro de guerra importante, tanto desde la perspectiva militar como civil.[13]
- Fortaleza: detalla fortificaciones importantes, desde fuertes romanos hasta los búnkeres de Hitler y el Muro de Berlín.
- Men-at-Arms: una referencia ilustrada sobre la historia, organización, uniformes y equipamiento de las fuerzas militares del mundo, pasado y presente.[14]
- Mitos y leyendas: examina las grandes historias que han resonado a través del tiempo para ayudar a dar forma a nuestras culturas. Cada título se centra en una figura legendaria específica que vuelve a contar el mito relacionado y también proporciona información sobre la historia detrás de la historia y su evolución a lo largo del tiempo.[15]
- New Vanguard: libros sobre equipo militar como vehículos, artillería y barcos.
- Osprey Wargames: una serie de reglas de juegos de guerra .
- Osprey Modeling: guía práctica para la creación de modelos militares.
- Incursión: detalles sobre famosas incursiones militares o planes audaces.
- Guerrero: se centra en un tipo específico de guerrero de un determinado período o cultura, examinando sus experiencias en el campo de batalla, así como su entrenamiento, métodos de lucha y vida cotidiana.
- Arma: analiza armas individuales, desde armas cortas hasta artillería.

## Publicaciones
- Classic Volkswagens (1998)
- Field of Glory (2008)[16][17]

## Recepción
M Harold Page revisó los libros de Osprey Steampunk Soldiers, The Wars of Atlantis y Orc Warfare in Black Gate, y dijo que "cada libro es un excelente ejemplo elaborado de historia militar inventada, divertido de leer por derecho propio, inspirador para un escritor y antecedentes potenciales". material para un maestro de juegos".
Martijn Lak señaló que "hay que aplaudir a Osprey Publishing por prestar atención" y publicar trabajos sobre acontecimientos que son "en gran medida desconocidos para el público angloamericano". Lak también señaló que muchos libros de Osprey, por ejemplo de su serie Raid, están "magníficamente ilustrados con imágenes, mapas y fotografías".